# Daniel Polster
Daniel Polster (hebräisch ריפוד דניאל; * 16. Mai 1998) ist eine israelische Leichtathletin, die sich auf den Sprint spezialisiert hat.

## Sportliche Laufbahn
Erste Erfahrungen bei internationalen Meisterschaften sammelte Daniel Polster im Jahr 2017, als sie bei den U20-Europameisterschaften in Grosseto mit der israelischen 4-mal-100-Meter-Staffel mit 46,46 s im Vorlauf ausschied. Im Jahr darauf belegte sie bei den U23-Mittelmeermeisterschaften in Jesolo in 47,06 s den vierten Platz mit der Staffel und auch bei den Balkan-Meisterschaften 2021 in Smederevo wurde sie in 45,89 s Vierte mit der Staffel.
2021 wurde Polster israelische Meisterin im 200-Meter-Lauf.

## Persönliche Bestleistungen
- 100 Meter: 11,81 s (+0,9 m/s), 29. Mai 2021 in Tel Aviv-Jaffa
  - 60 Meter (Halle): 7,72 s, 16. Februar 2019 in Istanbul
- 200 Meter: 24,54 s (+0,2 m/s), 14. Juni 2021 in Tel Aviv